# Nobeno sonce
Nobeno sonce je slovenski mladinski romantično dramski film iz leta 1984. 
Veronika obiskuje steklarsko šolo, vendar si želi igrati v gledališču. Njen prijatelj je sošolec Klemen. Z upokojeno igralko snuje gledališko igro. S starši ima slab odnos. Veronika pristane v vzgojnem domu. Ko je odpuščena, pobegne na deželo h Klemnu. Oče ji odreče podporo.

## Produkcija
Večji del filma je bil posnet v ljubljanski Šiški.

## Kritike
Stanka Godnič (Delo) je pohvalila Kavčičev preverjen recept, sestavljen iz pretanjene izbire mladih igralcev, dobre kamere in čustvene glasbe. Izbiro sicer priznanega scenarista Kozinca je videla kot spodrsljaj, saj je ta bolj poročevalec kot pa analitik, in je aktualne podatke torej zgolj premešal in filmsko začinil. Razumela je, da film želi biti kritičen do usodnih posledic usmerjenega izobraževanja, vendar ga je označila za še eno zgodbo o mladostniških krizah. Zgodba o Veroniki je ni prepričala, bolj se ji je zdel zanimiv Klemen, ker je bil razpet med patriarhalno pokoro domačiji in nujo dodatnega poklicnega osebnega dohodka. Všeč ji je bil konec filma z Veronikinim razpotjem in menila je, da je eden najbolj bridkih in najlepših v zgodovini jugoslovanskega filma. Na koncu je navedla ameriškega režiserja Johna Forda, ki je dejal, da pošlje telegram, če želi kaj sporočiti in da mu zato ni treba posneti filma.

## Zasedba
- Vesna Jevnikar: Veronika
- Marija Lojk - Tršar: mama
- Dare Valič: oče
- Branko Šturbej: Klemen
- Vida Juvan - Jan: Igralka
- Dejana Demšar: razredničarka
- Matjaž Turk: profesor matematike
- Vera Per: socialna delavka
- Sandi Pavlin: predsednik hišnega sveta
- Jerca Mrzel: ravnateljica
- Jože Mraz: vzgojitelj
- Lenča Ferenčak: vzgojiteljica
- Nevenka Sedlar: psihologinja
- Rudolf Čamernik: kmet, Klemnov oče
- Matjaž Arsenjuk: Murn
- Evgen Car: štacunar
- Janez Jemec: DJ
- Uroš Maček: motorist
- Bojan Maroševič: policaj
- Vita Mavrič: Anica
- Živojin Milenkovič: Britvič
- Vladimir Ranik: Miha
- Violeta Tomič: vodička
- Branko Završan: rdečelasec

## Ekipa
- glasba: Dečo Žgur
- montaža: Darinka Peršin Andromako
- scenografija: Janez Kovič
- kostumografija: Meta Sever
- maska: Ana Vilhar
- ton: Jože Trtnik

## Nagrade

### Teden domačega filma 1984
- Stopova nagrada za igralko leta: Vesna Jevnikar

- priznanje Metod Badjura za scenografijo

- debitant leta: Brane Štrukelj